# 夕やけロンちゃん
『夕やけロンちゃん』（ゆうやけロンちゃん）は、1978年10月2日から1982年3月26日まで、TBSで平日17:00 - 17:25(JST)に放映されていた子供向けワイドショーである。

## 内容
関東ローカルの番組で、その日のゴールデンタイムに放送予定の番組紹介やアニメ・特撮のミニ番組などを放送していた。情報だけでなく、紹介番組の出演俳優や歌手がゲスト出演する事も多かった。

## 出演者
- 司会：ロングおじさん（ロンちゃん）：吉村光夫
- 初代アシスタント（ゆきちゃん）：横田ゆき
- 2代目アシスタント：白坂紀子
- 3代目アシスタント：鈴木淑子

他にマスコット人形として、緑色のカラス「ロクスケ」がいた。

## 前身番組
本番組は、次の2つの前身番組があり、いずれもロンちゃんこと吉村が司会を担当した。
- ロンちゃんのまんがだョ!（1976年10月4日 - 1977年4月1日）
- なぜなぜロンちゃん（1977年4月4日 - 1978年9月29日）

放送時間はいずれも、平日17:00 - 17:15(JST)

## コーナー
- チキチキマシン猛レース
- 宇宙わんぱく隊（The Space Kidettes）
  - 海外アニメ。3名の少年・1名の少女・子犬で構成された「宇宙わんぱく隊」が、様々な悪事を企む宇宙海賊クロヒゲとマメヒゲのコンビを懲らしめるストーリー。
  - わんぱく隊隊長の声は愛川欽也。クロヒゲの声は雨森雅司。
- なぜなぜロンちゃん
  - 人形劇。視聴者から寄せられた様々な疑問を「ロンちゃん」という少年が紹介し、ソクラテスの末裔を自称する「ソクラくん」という人物が解説する（TBSラジオ『全国こども電話相談室』と同形式）。なおこのコーナーは、同局の土曜7:00 - 7:30に『ものしりソクラくん』とのタイトルで平行して放送されたことがある（どちらも主題歌は、大和田りつこの歌う「ふしぎ節」）
- ウルトラファイト
  - 現在欠番となっている第45話「遊星の悪魔スペル星人」も放送された。一度だけ、当時放送中であった「ウルトラマン80」のスタジオ公開イベントがあり、そこでのアトラクション用80対クレッセント戦をウルトラファイトとして放送した。
- おしえて問答
  - 「なぜなぜロンちゃん」に代わって登場。フォーマットは同じだが、疑問の葉書を紹介するのは「感心」という小坊主、解説をするのは「熱心」という和尚に代わった。
  - 熱心和尚のモデルは長嶋茂雄、感心小坊主のモデルは江川卓だった。このことは、視聴者からの問い合わせの葉書により番組で明らかにされた。
- クイズ・テレビ博士！
  - 毎週月曜日に放送されたコーナー。解答者が電話で参加する、1対1のクイズ。解答者は9枚のパネルから1枚を選ぶ。パネルをめくると、TBSで放送中の番組と放送時間が出され（ドラマの様な54分番組は、「1時間」とされる）、その番組に関する問題が出される。正解すると放送時間が得点となる。最終的に多く放送時間を獲得した者が優勝。優勝者へは賞品が贈られた。
- 夕やけベストテン
  - 毎週木曜日に放送された歌のコーナー。『ザ・ベストテン』の前週ランクイン曲から1曲を厳選して紹介していた。
- 天気予報
  - 森田正光[2]が担当。

## その他
- 第84回「放送人の証言」にて、2005年3月22日に司会であった吉村光夫が放送ライブラリーの取材を受け、『夕やけロンちゃん』時代の思い出を語った[3]。
- 本番組の編成のため、『ぎんざNOW!』の末期は17:30から18:00の30分番組へ縮小された。
- 番組末期には、音声多重放送の副音声を使って別内容のラジオ風トークをオンエアしていた。CM中は副音声にCMの音声は流れず無音声であった。